# Tirupati NMA
Tirupati NMA es una ciudad censal situada en el distrito de Chittoor en el estado de Andhra Pradesh (India). Su población es de 37968 habitantes (2011). Se encuentra a 61 km de Chittoor y a 120 km de Chennai. 

## Demografía
Según el censo de 2011 la población de Tirupati NMA era de 37968 habitantes, de los cuales 16934 eran hombres y 21034 eran mujeres. Tirupati NMA tiene una tasa media de alfabetización del 90,17%, superior a la media estatal del 67,02%: la alfabetización masculina es del 93,27%, y la alfabetización femenina del 87,74%.